# Sybistroma compressus
Sybistroma compressus är en tvåvingeart som först beskrevs av Yang och Saigusa 2001.  Sybistroma compressus ingår i släktet Sybistroma och familjen styltflugor.
Artens utbredningsområde är Yunnan (Kina). Inga underarter finns listade i Catalogue of Life.